# Il vangelo secondo Clarence
Il vangelo secondo Clarence (The Book of Clarence) è un film del 2023 scritto e diretto da Jeymes Samuel.
La pellicola rivede in chiave ironica gli eventi biblici.

## Trama
Palestina, I secolo. Il film si intreccia con la storia biblica tratta dai quattro vangeli. Il protagonista è infatti il fratello gemello di Tommaso (detto appunto Didimo, gemello) ma i due, seppure molto simili fisicamente, hanno due caratteri diametralmente opposti.Tommaso segue il Cristo e fa parte della cerchia più stretta. Clarence ruba e spaccia clandestinamente "erbaspina". 

## Produzione
Le riprese del film sono iniziate a Matera nel novembre 2022.. Hanno interessato le città di Matera, Accadia e Pisticci

## Promozione
Il primo trailer del film è stato diffuso il 29 agosto 2023.

## Distribuzione
Il film è stato presentato al BFI London Film Festival l'11 ottobre 2023 e distribuito nelle sale cinematografiche nordamericane a partire dal 12 gennaio 2024. Il film è stato distribuito sulle piattaforme dal 29 marzo 2024.

## Accoglienza

### Incassi
Il film ha incassato 6205230 $.

### Critica
Su Rotten Tomatoes il 67% delle 113 recensioni critiche è positivo con un voto medio di 6.2/10; su Metacritic il voto medio di 27 recensioni è 57/100.

## Riconoscimenti
- 2024 - National Film Awards[7]
  - Candidatura per il miglior attore a LaKeith Stanfield
  - Candidatura per il miglior attore non protagonista a Micheal Ward
  - Candidatura per la miglior attrice non protagonista a Teyana Taylor
  - Candidatura per il miglior film drammatico
  - Candidatura per il miglior regista a Jeymes Samuel
  - Candidatura per il miglior produttore a Jay-Z, James Lassiter e Tendo Nagenda
  - Candidatura per il miglior film internazionale